# Приреченский сельский округ (Россия)
Приреченский сельский округ — административно-территориальная единица города Армавира как объекта административно-территориального устройства Краснодарского края.
В структуру администрации муниципального образования города Армавира входит его территориальный орган — Администрация Приреченского сельского округа.
Административный центр — хутор Красная Поляна.
| 2002 | 2010  |
| ---- | ----- |
| 5657 | ↗6193 |

Сельский округ на юге и юго-востоке примыкает к городской черте города Армавира, на юго-западе, западе, севере и востоке граничит с Новокубанским районом Краснодарского края.

## Населённые пункты
Сельский округ включает 6 сельских населённых пунктов:
| № | Населённый пункт                           | Тип населённого пункта | Население |
| - | ------------------------------------------ | ---------------------- | --------- |
| 1 | Красная Поляна                             | хутор                  | ↘3254     |
| 2 | Маяк                                       | посёлок                | ↗220      |
| 3 | Учебный                                    | посёлок                |           |
| 4 | Центральной усадьбы опытной станции ВНИИМК | посёлок                | ↘404      |
| 5 | Центральной усадьбы совхоза «Восток»       | посёлок                | ↗966      |
| 6 | Центральной усадьбы совхоза «Юбилейный»    | посёлок                | ↗643      |
| 7 | Южный                                      | посёлок                | ↗586      |

Решением крайисполкома от 27 января 1971 года посёлок Южный, решением крайисполкома от 2 февраля 1974 года хутор Красная Поляна Новокубанского горсовета были переподчинены Армавирскому горсовету. В 1990-е годы подчинённые Армавирскому горсовету сельские населённые пункты были сгруппированы в Приреченский сельский округ с центром в хуторе Красная Поляна.
Распоряжением правительства РФ от 13 октября 2018 года в Приреченском сельском округе был образован посёлок Учебный.